# Hannu Lassila
Hannu Lassila, född 25 februari 1954, är en finländsk tidigare ishockeymålvakt. Lassila spelade i HV71 i Elitserien säsongen 1979/1980, dit han värvats från IF Troja. Inför säsongen 1980/1981 värvades Hannu Lassila till Färjestads BK. Med Färjestads BK vann Lassia SM-guld år 1981. Hannu Lassila är far till Teemu Lassila.

### Fotnoter
1. ↑  ”Med för att lära”. HV 71. Arkiverad från originalet den 1 september 2010. https://web.archive.org/web/20100901064001/http://www.hv71.se/Dump/Historia/Med-for-att-lara/. Läst 24 oktober 2011.
2. ↑  Gregor von Konow (27 maj 2013). ”Färjestads första SM-Guld 1981”. Svenska hockeyligan. http://www.shl.se/artikel/fscyains3-403dd/von-konow-farjestads-forsta-sm-guld-1981. Läst 26 mars 2017.
3. ↑  Zendry Svärdkrona (20 mars 1981). ”1981” (på svenska). Sportbladet. http://www.aftonbladet.se/sportbladet/article11374744.ab. Läst 26 mars 2017.
4. ↑  Kristian Ferm (8 december 2013). ”Målvaktshjälten får konkurrens” (på svenska). Smålandsposten. http://www.smp.se/sport/malvaktshjalten-far-konkurrens/. Läst 26 mars 2017.